# Paralacydes bomfordi
Paralacydes bomfordi là một loài bướm đêm thuộc phân họ Arctiinae, họ Erebidae.